# Izieu
Izieu es una comuna francesa del departamento de Ain, en la región de Auvernia-Ródano-Alpes.

## Demografía
| 113 | 103 | 141 | 136 | 161 | 178 | 185 | 221 |
| Para los censos de 1962 a 1999 la población legal corresponde a la población sin duplicidades (Fuente: INSEE [Consultar]) |     |     |     |     |     |     |     |

## Historia: los niños de Izieu
Durante los años 1943 y 1944 operó en Izieu un refugio para niños judíos llamado La colonie.

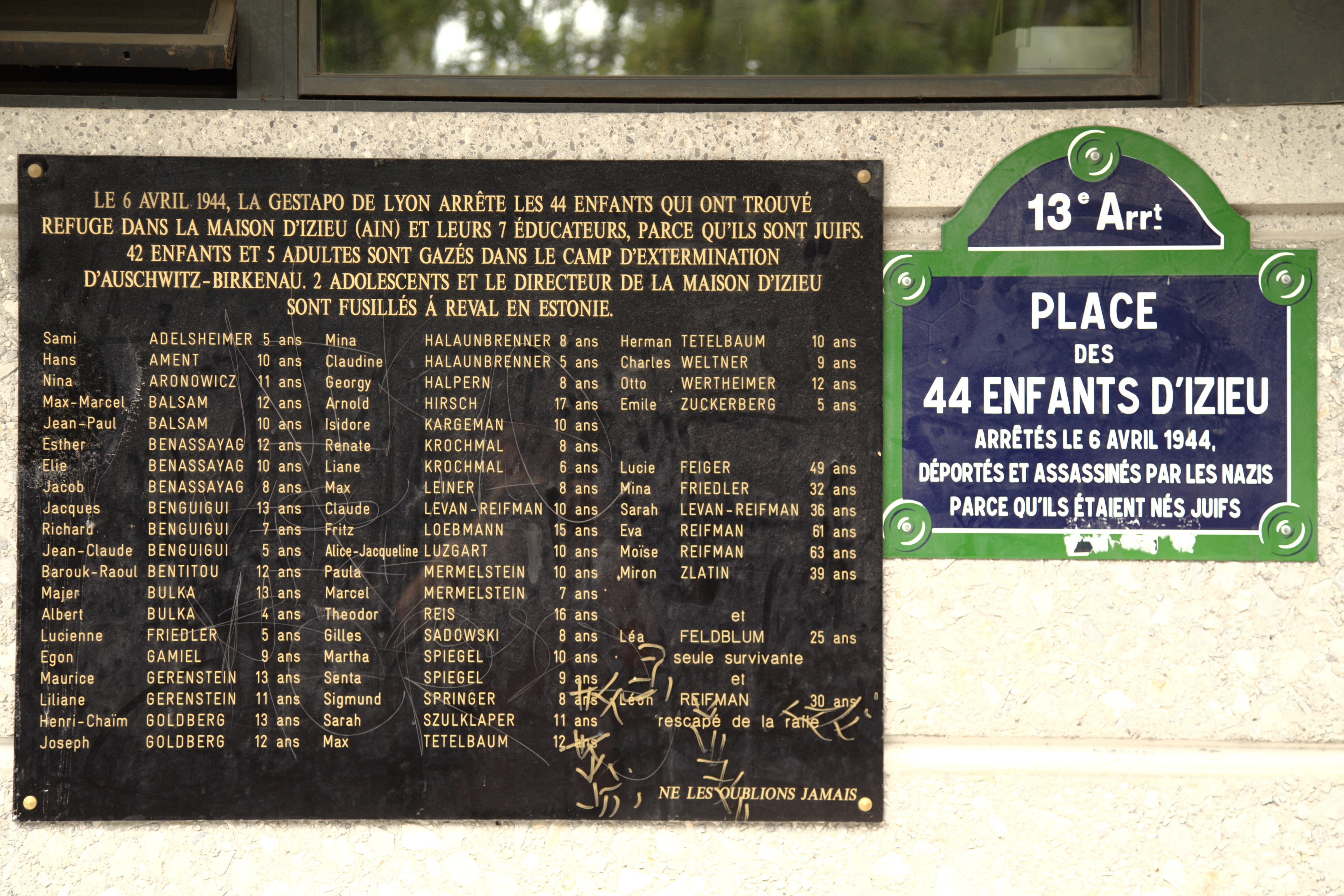
Placa en la "Plaza des 44 enfants d'Izieu" de París.

El subprefecto de Belley, Pierre-Marcel Wiltzer, propuso a Sabine Zlatin la creación de una colonia en la primavera de 1943. Aunque sin decirlo abiertamente en un principio, la intención del subprefecto era alejar del peligro a niños judíos de Lodève (Hérault) refugiados al cuidado de la Oeuvre de Secours aux Enfants (Obra de Socorro a la Infancia - OSE). La función del matrimonio Zlatin, Sabine y Miron, era la de reclutar educadores para el grupo. Algunos niños llegaron desde los campos del sur de Francia, como Rivesaltes. Poco a poco el edificio se fue llenando, contaba con sesenta y cuatro niños y niñas alojados en septiembre de 1943. Tras la ocupación por los alemanes de la zona inicialmente bajo control italiano, se produjo un cierto temor por el futuro de la colonia: algunos padres fueron a buscar a sus hijos para huir con ellos, lo que algunos lograron con éxito, pero otros fueron capturados y deportados a campos de concentración. Al inicio del nuevo curso en octubre se incorporó una institutriz nombrada por Vichy con la que se escolariza a los niños en una sala de la casa, mientras que los mayores son escolarizados en Belley.
En febrero de 1944 la Gestapo captura a los dirigentes de la OSE en Chambéry, por lo que se decide disolver las colonias de refugio. El 6 de abril de 1944, antes de que fuera posible la dispersión de la colonia, se produjo la intervención de la Gestapo, comandada por Klaus Barbie. Cuarenta y cuatro niños y siete adultos fueron apresados y remitidos a Drancy y de allí a Auschwitz (salvo tres varones que fueron ejecutados tras deportarlos a Tallin (Estonia) para usarlos como mano de obra esclava). Solo una persona pudo escapar al arresto, Sabine Zlatin, y solo una de las personas deportadas sobrevivió, Léa Feldblum, conocida desde entonces como "La Dama de Izieu". Léa fue enviada a Auschwitz en el convoy número 71, el mismo que Simone Veil, y será uno de los testigos clave en el proceso contra Klaus Barbie en 1986. 
Sabine Zlatin se salvó de la captura por estar gestionando la disolución de la colonia, pero su marido fue capturado y no sobrevivió. Cuarenta años después, Sabine Zlatin testificó también en el juicio contra Klaus Barbie. La captura de los niños de Izieu fue uno de los hechos por los que Barbie fue condenado. En 1994 el presidente francés, François Mitterrand transformó las instalaciones del antiguo colegio en un memorial.
Este suceso trágico fue reflejado posteriormente en la película estadounidense de 1992 The Children of Izieu, de Tom Demenkoff (1992) y la miniserie francesa La dama de Izieu, de Alain Wermus (2007). La editorial Anthropos de Barcelona publicó Los niños judíos de Izieu, 6 de abril de 1944. Un crimen contra la humanidad, de Pierre-Jérôme Biscarat (2010), miembro del servicio pedagógico de la Casa de Izieu, memorial de los niños judíos exterminados (Ain).

## Lugares y monumentos
- Memorial a los Niños judíos exterminados, situado en la aldea de Lélinaz.